# 提塞姆西勒特
提塞姆西勒特（阿拉伯语：‎）是北非國家阿爾及利亞北部的城鎮，也是提塞姆西勒特省的首府，位於首都阿爾及爾西南210公里，海拔高度849米，人口約38,000。

## 外部連結
- Falling Rain Genomics, Inc. .   [2008-04-27]. （原始内容存档于2013-01-30）.